# Inversió lògica
La inversió lògica és una de les operacions que la lògica clàssica admetia com a operació lògica vàlida. Consisteix a canviar el subjecte pel seu contradictori com inferència a partir del judici original. La lògica moderna en tractar els judicis aristotèlics com a funcions proposicionals canvia notablement el sentit lògic d'aquestes operacions, pel que avui dia aquestes propietats no tenen en realitat a penes importància lògica, encara que sí que poden ajudar al domini lògic del llenguatge. La inversió permet ara una inferència admesa per la lògica tradicional com:
Tots els homes són mortals ⇒ Alguns no-homes són immortals.
El que certament no és una transformació vàlida i no és admissible considerar-les com proposició lògicament equivalents, ja que no tenim cap coneixement sobre l'existència de no-homes.
En la problemàtica de la lògica aristotèlica es tracta del problema que la lògica de termes ofereix amb els judicis negatius respecte al compromís existencial  a no considerar la possibilitat d'un concepte buit i que justifica la interpretació d'aquesta lògica com lògica de classes.
Un exemple que mostra aquesta incongruència es mostra en la demostració de l'existència d'éssers que són immortals, a través de les operacions lògiques de la conversió, obversió i inversió.
Partint del judici, «Tots els homes són mortals», entès com a relació de termes, i aplicant les operacions descrites, podríem construir el següent argument:
- Tots els homes són mortals ⇒ per obversió es transforma en:
- Cap home és no-mortal ⇒ per conversió es transforma en:
- Cap no mortal és home ⇒ per obversió es transforma en:
- Tot no-mortal és no home ⇒ i convertida per accidents es transforma en precisament la definida per inversió:
- Algun no home és no-mortal ⇒ el que implica l'existència d'éssers (no homes) no-mortals és a dir immortals, el que es podria convertir en la demostració lògica de l'existència d'àngels i dimonis.